# Big Night
Big Night（ビッグ・ナイト）は1996年7月24日にリリースされた甲斐バンド初のセルフカバー・アルバム。
1997年3月19日にリリースされた6作目の映像作品のタイトル。
発売元は、東芝EMI／EXPRESSレーベル。

## Big Night（セルフカバー・アルバム）
Big Night（ビッグ・ナイト）は、甲斐バンド初のセルフカバー・アルバム。

### 解説
1986年解散から丁度10年の時を経て再結成を果たし一発録りにより制作されたバンド初のセルフカバー・アルバム。本作のリリースを皮切りに同年に全国ツアーや秋に新曲をリリースするなど期間限定でバンド活動を再開。
2007年に本作は紙ジャケット・デジタルリマスター盤で復刻され2曲のボーナス・トラックが収録された（詳細は後述）。

## 収録曲（オリジナル）
全曲　作詞・作曲：甲斐よしひろ　編曲：鎌田ジョージ
1. 三つ数えろ [3:51]
2. 一日の終わり [3:35] 
作詞：長岡和弘、作曲：松藤英男
3. 一世紀前のセックス・シンボル [4:37]
4. 漂泊者（アウトロー） [4:36]
5. ポップコーンをほおばって [3:51]
6. 観覧車'96 [4:57]
7. 街灯 [4:43]
8. 氷のくちびる [4:14]
9. 陽の訪れのように [4:35]
10. 悲しき愛奴（サーファー） [3:08]
11. LADY [4:43] 
ストリングスアレンジ：富田素弘
12. 安奈 [4:59]
13. 地下室のメロディー [4:49]
14. 嵐の季節 [7:34] 
ストリングスアレンジ：服部隆之

## 収録曲（2007年リマスター紙ジャケット盤）
1. 三つ数えろ
2. 一日の終わり
3. 一世紀前のセックス・シンボル
4. 漂泊者（アウトロー）
5. ポップコーンをほおばって
6. 観覧車'96
7. 街灯
8. 氷のくちびる
9. 陽の訪れのように
10. 悲しき愛奴（サーファー）
11. LADY
12. 安奈
13. 地下室のメロディー
14. 嵐の季節

Bonus Track
1. ティーンエイジ・ラスト
2. 港からやってきた女

## Big Night～KAI BAND LIVE AT BUDOKAN 1996～
1996年の再結成LIVEを納めたライヴ映像作品。
当初は、前述のセルフカバー・アルバムの発表・お台場2DAYSコンサート・新曲リリースで期間限定での再結成は終了予定だった。
しかし、お台場のチケットが20分足らずで完売したため急遽2ヶ月に及ぶツアーが開催された。
その中から10月12日のツアーファイナル『日本武道館』の模様を収録。
「ポップコーンをほおばって」のみ、福岡での路上ライヴ映像。

## 収録曲
1. 三つ数えろ
2. きんぽうげ
3. 一世紀前のセックス・シンボル
4. 氷のくちびる
5. 一日の終わり
6. 裏切りの街角
7. 安奈
8. LADY
9. 観覧車'82
10. ポップコーンをほおばって
11. HERO（ヒーローになる時、それは今）
12. 翼あるもの
13. 漂泊者（アウトロー）
14. 冷血（コールド・ブラッド）
15. 100万$ナイト
16. ティーンエイジ・ラスト
17. 港からやってきた女
18. 破れたハートを売り物に
19. 嵐の季節